# اسید هاوس (فیلم)
اسید هاوس (انگلیسی: The Acid House) فیلمی در ژانر فانتزی است که در سال ۱۹۹۸ منتشر شد. از بازیگران آن می‌توان به کوین مک‌کید و جما ردگریو اشاره کرد.